# Carolina Costagrande
Carolina Del Pilar Costagrande (15 de octubre de 1980, El Trébol) es una exjugadora de voleibol nacida en Argentina y nacionalizada italiana. Luego de unos años en el voley argentino, emigró a Europa, donde jugó trece temporadas en el voley italiano, logrando distintos títulos de copa y liga. Fue campeona con la selección italiana en la Copa Mundial de Voleibol Femenino de 2011, donde resultó elegida la jugadora más valiosa. Más tarde participó en los Juegos Olímpicos de Londres 2012, llegando a los cuartos de final.

## Trayectoria

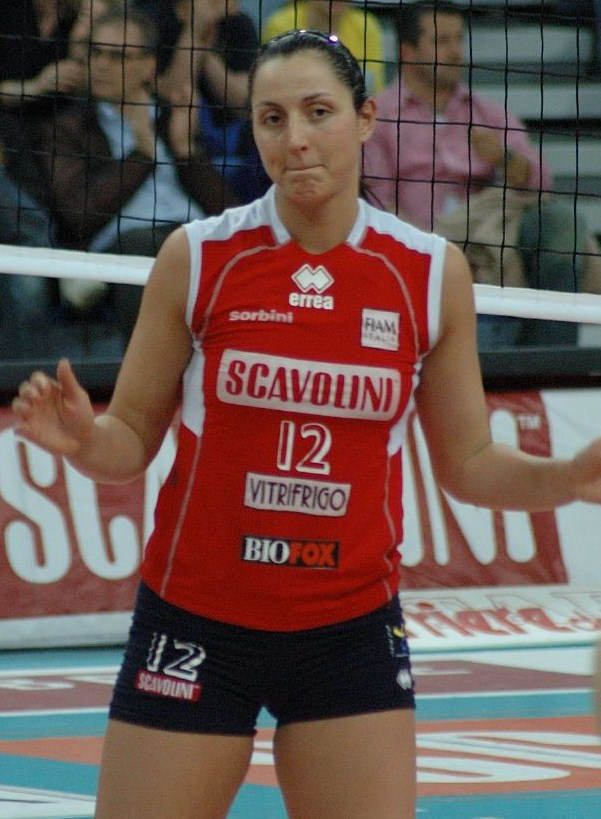
Carolina en 2006 con el Robursport Volley Pesaro.

Comienza en categoría juvenil en el club de su ciudad natal, el Club Atlético Trebolense. Inició su carrera profesional en Argentina, jugando en el campeonato argentino con Club Atlético Boca Juniors. A finales de los años noventa obtuvo su primera convocatoria con el equipo nacional argentino, con la cual ganó la medalla de plata en el Campeonato Sudamericano de 1999. También participó ese mismo año en la Copa del Mundo y en el Campeonato del Mundo de 2002, momento en el que decidió no volver a jugar con la escuadra nacional argentina.
Desde la temporada 1998-99 juega en Italia, con el Pallavolo Palermo, de la serie A1. En la siguiente temporada ficha por el Futura Volley Busto Arsizio y año a año cambia de equipo, primero al Teodora Ravenna, y después al Pieralisi Volley en el cual se queda por dos años. En la temporada 2003-04 vuelve al Teodora Ravenna, y al año siguiente vuelve a cambiar, en esta ocasión al Volley 2002 Forlì.
En la temporada 2005-06 obtiene la nacionalidad italiana jugando en el Robursport Volley Pesaro, con los que estará durante cinco años, en los cuales obtiene varios títulos, como tres ligas consecutivas del 2008 al 2010, dos copas CEV, una copa de Italia y tres Supercopas de Italia. En 2010 fue convocada por primera vez para jugar con la selección nacional italiana. En la temporada 2010-11 se fue a Rusia para jugar en el Dínamo de Moscú, que jugaba en la primera división rusa. En 2011, con el equipo nacional italiano consiguió ganar la Copa del Mundo, siendo premiada como la Jugadora Más Valiosa del torneo. Además disputó con la selección el Grand Prix de 2011 y 2012 y los Juegos Olímpicos de Londres 2012. En la siguiente temporada fichó por el Guangdong Hengda Volleyball Club, equipo que disputa la primera división china, que gana ese mismo año.
Tras su retiro deportivo, fundó su propia agencia de representación de jugadoras y ofició de comentarista deportiva en la cadena ESPN  tanto en los mundiales masculinos como femeninos de 2022.

## Clubes
| Club                            | País      | Años        |
| Club Trebolense                 | Argentina | 1986–1996   |
| Boca Juniors                    | Argentina | 1996–1998   |
| Río Marsí Palermo               | Italia    | 1998–1999   |
| Brums Busto Arsizio             | Italia    | 1999–2000   |
| Mirabilandia Teodora Ravenna    | Italia    | 2000–2001   |
| Monte Schiavo Banca Marche Jesi | Italia    | 2001–2003   |
| PinetaGuru Ravenna              | Italia    | 2003–2004   |
| Infotel Europa Systems Forlí    | Italia    | 2004–2005   |
| Scavolini Pesaro                | Italia    | 2005-2010   |
| Dynamo Moscú                    | Rusia     | 2010-2011   |
| Guangdong Evergrande            | China     | 2011-2013   |
| Vakıfbank S.K.                  | Turquía   | (2013–2015) |

## Palmarés

### Campeonatos nacionales
| Título                         | Club                      | País   | Año     |
| ------------------------------ | ------------------------- | ------ | ------- |
| Copa CEV de voleibol           | Robursport Pesaro         | Italia | 2005-06 |
| Supercopa italiana de voleibol | Robursport Pesaro         | Italia | 2006    |
| Copa CEV de voleibol           | Robursport Pesaro         | Italia | 2007-08 |
| Liga italiana de voleibol      | Robursport Pesaro         | Italia | 2007-08 |
| Supercopa italiana de voleibol | Robursport Pesaro         | Italia | 2008    |
| Liga italiana de voleibol      | Robursport Pesaro         | Italia | 2008-09 |
| Copa italiana de voleibol      | Robursport Pesaro         | Italia | 2008-09 |
| Supercopa italiana de voleibol | Robursport Pesaro         | Italia | 2009    |
| Liga italiana de voleibol      | Robursport Pesaro         | Italia | 2009-10 |
| Liga china de voleibol         | Guangdong Evergrande V.C. | China  | 2011-12 |

### Copas internacionales
| Título                                                     | Club                                        | País      | Año  |
| ---------------------------------------------------------- | ------------------------------------------- | --------- | ---- |
| Plata Campeonato Sudamericano de Voleibol Femenino de 1999 | Selección femenina de voleibol de Argentina | Venezuela | 1999 |
| Plata Campeonato Sudamericano de Voleibol Femenino de 2001 | Selección femenina de voleibol de Argentina | Argentina | 2001 |
| Copa Mundial de Voleibol                                   | Selección femenina de voleibol de Italia    | Japón     | 2011 |

### Distinciones individuales
| Título                           | Club                                     | País      | Año  |
| -------------------------------- | ---------------------------------------- | --------- | ---- |
| MVP Supercopa italiana           | Robursport Pesaro                        | Italia    | 2006 |
| MVP Supercopa italiana           | Robursport Pesaro                        | Italia    | 2009 |
| Premio Konex - Diploma al Mérito |                                          | Argentina | 2010 |
| MVP Copa del Mundo               | Selección femenina de voleibol de Italia | Japón     | 2011 |